# André Andrejew
Pour les articles homonymes, voir Andrejew.
André Andrejew est un directeur artistique et chef décorateur des cinémas allemand et français né le 21 janvier 1887 en Lituanie et mort le 13 mars 1967 à Loudun (France). Il repose au cimetière de Loudun avec sa dernière épouse.

## Biographie
André Andrejew est né dans l'Empire russe. Il fuit la révolution russe et part travailler en Allemagne. 

## Filmographie partielle

### Comme directeur artistique
- 1923 : Raskolnikoff
- 1924 : Die Macht der Finsternis
- 1925 : Briefe, die ihn nicht erreichten
- 1925 : Das Geheimnis der alten Mamsell
- 1925 : Der Trödler von Amsterdam
- 1926 : Die Mühle von Sanssouci
- 1926 : Die Försterchristel
- 1926 : Der Veilchenfresser
- 1926 : Überflüssige Menschen
- 1926 : Sibérie, terre de douleur (Die Flucht in den Zirkus)
- 1926 : Die lachende Grille
- 1927 : Der Zigeunerbaron
- 1927 : Les Tisserands
- 1927 : Alpentragödie
- 1927 : Der goldene Abgrund
- 1927 : Das tanzende Wien
- 1927 : Die Spielerin
- 1927 : Im Luxuszug
- 1928 : Thérèse Raquin
- 1928 : Heut tanzt Mariett
- 1928 : Zwei rote Rosen
- 1928 : Der Ladenprinz
- 1928 : Mary Lou
- 1928 : Volga ! Volga !
- 1928 : Der Herzensphotograph
- 1929 : Mon cœur est un jazz band
- 1929 : Diane - Die Geschichte einer Pariserin
- 1929 : Meineid
- 1929 : Die Liebe der Brüder Rott
- 1929 : Poliche
- 1929 : Sprengbagger 1010
- 1930 : Revolte im Erziehungshaus
- 1930 : Die letzte Kompanie
- 1931 : Ihre Majestät die Liebe
- 1931 : Die 3 Groschen-Oper
- 1931 : L'Opéra de quat'sous
- 1931 : Son Altesse l'amour
- 1933 : Don Quichotte
- 1936 : Le Golem
- 1936 : Mayerling
- 1936 : Whom the Gods Love : The Original Story of Mozart and his Wife
- 1936 : The Beloved Vagabond
- 1936 : Das Gäßchen zum Paradies (de)
- 1948 : Anna Karénine
- 1948 : The Winslow Boy
- 1949 : Britannia Mews
- 1949 : Cet âge dangereux (That Dangerous Age) de Gregory Ratoff
- 1954 : Mambo

### Comme chef décorateur
- 1931 : Die lustigen Weiber von Wien
- 1931 : Der Raub der Mona Lisa de Géza von Bolváry
- 1931 : Liebeskommando de Géza von Bolváry
- 1932 : Mirages de Paris de Fedor Ozep
- 1933 : Großstadtnacht
- 1933 : Dans les rues de Victor Trivas
- 1934 : Volga en flammes de Viktor Tourjansky
- 1934 : Les Nuits moscovites de Alexis Granowsky
- 1936 : Tarass Boulba de Alexis Granowsky
- 1936 : The Beloved Vagabond de Curtis Bernhardt
- 1937 : Dark Journey
- 1938 : Le Drame de Shanghaï de Georg Wilhelm Pabst
- 1939 : Jeunes Filles en détresse de Georg Wilhelm Pabst
- 1940 : Les Musiciens du ciel  de Georges Lacombe
- 1941 : Le Dernier des six  de Georges Lacombe
- 1941 : Caprices de Léo Joannon
- 1943 : La Main du diable de Maurice Tourneur
- 1950 : Son grand amour (My Daughter Joy) de Gregory Ratoff
- 1953 : La Valse de Monte-Carlo de Lewis Milestone
- 1954 : Mambo de Robert Rossen
- 1956 : Bonjour Kathrin
- 1958 : Madeleine et le légionnaire

### Comme décorateur de plateau
- 1926 : La Princesse du Danube bleu (An der schönen blauen Donau)
- 1928 : Die Heilige und ihr Narr
- 1937 : Tempête dans une tasse de thé (Storm in a Teacup)
- 1942 : L'assassin habite... au 21 de Henri-Georges Clouzot
- 1942 : La Fausse maîtresse d'André Cayatte
- 1942 : Simplet de Fernandel
- 1943 : Le Corbeau de Henri-Georges Clouzot